# Świerszczyk szary
Świerszczyk szary (Modicogryllus frontalis) – gatunek euroazjatyckiego, ciepłolubnego owada prostoskrzydłego z rodziny świerszczowatych (Gryllidae). W Europie Środkowej jest gatunkiem rzadkim i zanikającym. Występuje na otwartych terenach o charakterze murawowym (np. murawy kserotermiczne).
Na obszarze Polski nie podlega ochronie gatunkowej. W Polskiej Czerwonej Księdze Zwierząt zaliczony został do kategorii EN (gatunki silnie zagrożone). W latach 50. XX wieku obserwowany m.in. w Wielkopolskim Parku Narodowym i w Chobienicach.